# アカコクジャク
アカコクジャク（赤小孔雀、Polyplectron inopinatum）は、鳥綱キジ目キジ科コクジャク属に分類される鳥類。

## 分布
タイ南東部、マレーシア（マレー半島）

## 形態
全長オス65センチメートル、メス46センチメートル。翼長オス23-25.5センチメートル、メス17.5-19センチメートル。頭頂の羽毛は伸長（冠羽）せず、顔は羽毛で被われる。頭部や頸部、体下面の羽衣は灰黒色や暗褐色で、頭部や頸部の羽毛には羽軸に沿って白い斑紋（軸斑）が入る。体上面の羽衣は赤褐色。
虹彩は褐色。嘴や後肢は灰色。
卵は長径5.3センチメートル、短径3.7センチメートル。オスは尾羽の数が20枚。体上面に青い眼状斑が入る。メスは尾羽の数が18枚。体上面に黒色斑が入る。

## 生態
標高900-2,000メートルにあるフタバガキ科からなる森林に生息する。同所的に分布するエボシコクジャクとは、本種は高地に生息することで棲み分けを行っている。
食性は不明だが、胃の内容物から昆虫やクモなどが発見された例がある。
繁殖形態は卵生。野生下では倒木の間の巣が発見された例があり、2月に雛が採集された例がある。飼育下では3月に1回に2個の卵を産んだ例がある。抱卵期間は19-22日。

## 人間との関係
生息数は安定しているか、やや減少傾向にあると考えられている。1993年における飼育個体数は111羽。